# Уральські гірська тундра та тайга
Уральські гірська тундра та тайга — екорегіон, що охоплює головний хребет Уральських гір (обидва схили) — 2000 км (N-S) на 300 км (W-E). Регіон відокремлює європейські та азійські екорегіони, а також є перехідною природною зоною тундри та тайги. Є складовою частиною Палеарктики, має континентальний клімат і площу 174 565 км².

## Розташування та опис
Екорегіон розташований на Уралі, висота над рівнем моря сягає 1895 м. З півночі  обмежено екорегіоном тундра Північно-Західної Росії та Нової Землі, на заході — Скандинавською та Російською тайгою, Сарматським мішаним лісом та Східноєвропейським лісостепом, на сході — Західносибірською тайгою, а на півдні — Казахським степом.

## Заповідники
- Басегі (заповідник)[en]
- Башкирський заповідник
- Печорсько-Іличський заповідник[en]
- Вісимський заповідник[en]
- Південноуральський заповідник
- Зюраткуль (національний парк)
- Таганай